# Diakonie SKP Praha
Diakonie ČCE – středisko křesťanské pomoci v Praze (SKP Praha) je jedním ze středisek Diakonie Českobratrské církve evangelické. Je nejstarším střediskem novodobé historie Diakonie. Poskytuje služby pro seniory, pro lidi v nouzi a v krizi i pro rodiny s dětmi.

## Historie

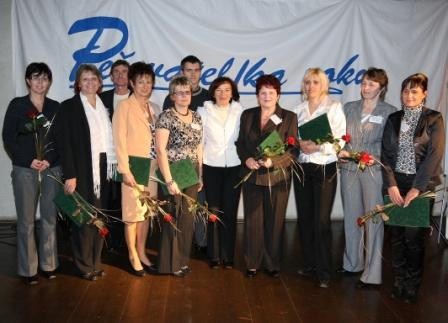
Finalisté ocenění Pečovatelka roku 2008

Středisko vzniklo již 1. listopadu 1989 jako SOS centrum sdružující dobrovolníky, kteří v kostele U Salvátora poskytovali krizovou pomoc. Během prvních let existence střediska vznikaly i zanikaly různé služby, postupně se SKP začalo rozvíjet více pečovatelskou službu, linky krizové pomoci, od roku 1996 provozuje azylový dům. K těmto službám středisko získávalo i další prostory a budovy v Ďáblicích, Vršovicích, na Klamovce, v místech ústředí Diakonie v Belgické ulici, později i prostory v Bruselské ulici, kde doposud sídlí administrativa, nakonec i prostory ve Varšavské ulici, kde dnes sídlí SOS centrum. SKP začalo pořádat pravidelné akce jako Jarmark u Ludmily (od roku 1996, neformální setkávání všech generací s odbornými pracovníky a klienty neziskových organizací se sociálně zdravotní působností), Pečovatelku roku (od roku 2001, ocenění pracovníků v sociálních službách), dříve také mezioborové konference. V roce 2002 se SKP zapojilo do pomoci při povodních. V roce 2006 byl zahájen projekt Dobroduš, pro lidi s duševním onemocněním. Od roku 2009 poskytuje SKP také program pro násilné osoby.

## Poskytované služby
V roce 2016 poskytuje SKP Praha služby pro seniory, pro rodiny s dětmi, pro lidi v krizi a pro lidi s duševním onemocněním.

### Služby pro seniory
- Pečovatelská služba Vinohrady-Vršovice
- Pečovatelská služba Ďáblice
- Pečovatelská služba Klamovka

### Služby pro rodiny s dětmi

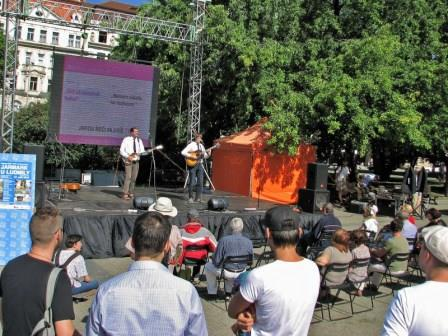
Jarmark u Ludmily 2015

- Jarmark u Ludmily 2015Sociálně aktivizační služby pro rodiny s dětmi
- Azylový dům pro matky s dětmi

### Služby pro lidi v krizi (SOS centrum)
- Denní krizová služba
- Program pro násilné osoby

### Služby pro lidi s duševním onemocněním
- Dobroduš (služby následné péče)

### Dobrovolnické programy
- Dopisování s vězni
- Dobrovolníci v Dobroduši
- Dobrovolníci v rodinách